# Valērijs Šabala
Valērijs Šabala (Riga, 12 ottobre 1994) è un calciatore lettone, attaccante del Chojniczanka Chojnice.

## Carriera

### Club
Ha giocato in massima serie con Daugava Rīga (esordio a 15 anni compiuti da tre giorni), Olimps Rīga e Skonto Riga. In particolare con l'Olimps Riga ha siglato la sua prima rete in campionato, all'età di appena 15 anni e 193 giorni.
Nella stagione 2011-2012 è sceso in campo in 2 partite valide per i preliminari di Champions League, mentre nella stagione successiva è sceso in campo in 2 gare dei preliminari di Europa League. Nella stessa annata ha dato il suo contributo alla vittoria della Coppa di Lettonia, segnando il gol del temporaneo vantaggio nella gara contro il Metelurgs Liepaja, vinta in seguito ai rigori.
Nel gennaio del 2014 viene acquistato dia belgi del Club Bruges, ma viene lasciato in prestito allo Skonto fino a luglio.
Di fatto con il Club Bruges non gioca mai, andando sempre in prestito con i ciprioti dell'Anorthosis, con i cechi dello Jablonec, con i polacchi del Miedź Legnica, di nuovo in Repubblica Ceca con il Příbram e con gli slovacchi del DAC Dunajská Streda.

### Nazionale
Ha giocato diverse partite con le varie Nazionali giovanili lettoni, compresa una presenza nelle qualificazioni agli Europei Under-21 del 2013 giocata contro i pari età della Francia.
Il 6 febbraio 2013 ha esordito con la nazionale maggiore, in amichevole contro il Qatar: ha giocato quasi tutta la gara, venendo sostituito nei minuti finali da Oskars Kļava. Pochi mesi più tardi, al suo secondo incontro in nazionale, ha siglato una doppietta che ha permesso alla Lettonia di pareggiare in amichevole contro la Turchia dopo essere entrato nella ripresa al posto di Aleksandrs Fertovs.
Con la nazionale ha vinto due edizioni della Coppa del Baltico.

## Statistiche

### Presenze e reti nei club
Statistiche aggiornate al 28 agosto 2019.
| Stagione            | Squadra              | Campionato          | Campionato | Campionato | Coppe nazionali | Coppe nazionali | Coppe nazionali | Coppe continentali | Coppe continentali | Coppe continentali | Altre coppe | Altre coppe | Altre coppe | Totale | Totale |
| Stagione            | Squadra              | Comp                | Pres       | Reti       | Comp            | Pres            | Reti            | Comp               | Pres               | Reti               | Comp        | Pres        | Reti        | Pres   | Reti   |
| ------------------- | -------------------- | ------------------- | ---------- | ---------- | --------------- | --------------- | --------------- | ------------------ | ------------------ | ------------------ | ----------- | ----------- | ----------- | ------ | ------ |
| 2009                | Daugava Riga         | V                   | 2          | 0          | -               | -               | -               | -                  | -                  | -                  | -           | -           | -           | 2      | 0      |
| 2010                | Olimps Riga          | V                   | 21         | 6          | CL              | 3               | 3               | -                  | -                  | -                  | -           | -           | -           | 24     | 9      |
| 2011                | Skonto Riga          | V                   | 22         | 2          | -               | -               | -               | -                  | -                  | -                  | -           | -           | -           | 22     | 2      |
| 2012                | Skonto Riga          | V                   | 31         | 11         | CL              | 4               | 1               | CL                 | 2                  | 0                  | -           | -           | -           | 37     | 12     |
| 2013                | Skonto Riga          | V                   | 24         | 15         | CL              | 2               | 0               | EL                 | 2                  | 0                  | -           | -           | -           | 28     | 15     |
| 2014                | Skonto Riga          | V                   | 9          | 5          | CL              | 4               | 3               | EL                 | 4                  | 1                  | -           | -           | -           | 17     | 9      |
| Totale Skonto Riga  | Totale Skonto Riga   | Totale Skonto Riga  | 86         | 33         |                 | 10              | 4               |                    | 8                  | 1                  |             | -           | -           | 104    | 38     |
| 2014- gen.2015      | Anorthosis Famagosta | A                   | 8          | 0          | -               | -               | -               | -                  | -                  | -                  | -           | -           | -           | 8      | 0      |
| gen.2015- ago.2015  | Jablonec             | 1. L                | 9          | 2          | CR              | 2               | 0               | -                  | -                  | -                  | -           | -           | -           | 11     | 0      |
| ago.2015-gen.2016   | Miedź Legnica        | I L                 | 9          | 3          | -               | -               | -               | -                  | -                  | -                  | -           | -           | -           | 9      | 3      |
| gen.2016-giu.2016   | Příbram              | 1. L                | 7          | 2          | -               | -               | -               | -                  | -                  | -                  | -           | -           | -           | 7      | 2      |
| lug.2016-dic.2016   | DAC Dunajská Streda  | S                   | 13         | 1          | CS              | 2               | 2               | -                  | -                  | -                  | -           | -           | -           | 15     | 3      |
| gen.2017-ago.2017   | Riga                 | V                   | 12         | 2          | CL              | 4               | 3               | -                  | -                  | -                  | -           | -           | -           | 16     | 5      |
| ago.2017-2018       | Podbeskidzie         | I L                 | 28         | 9          | CP              | 2               | 1               | -                  | -                  | -                  | -           | -           | -           | 30     | 10     |
| 2018-2019           | Podbeskidzie         | I L                 | 33         | 12         | -               | -               | -               | -                  | -                  | -                  | -           | -           | -           | 33     | 12     |
| Totale Podbeskidzie | Totale Podbeskidzie  | Totale Podbeskidzie | 61         | 21         |                 | 2               | 1               |                    | -                  | -                  |             | -           | -           | 63     | 22     |
| Totale Carriera     | Totale Carriera      | Totale Carriera     | 228        | 70         |                 | 21              | 13              |                    | 8                  | 1                  |             | -           | -           | 257    | 84     |

### Cronologia presenze e reti in nazionale
| Cronologia completa delle presenze e delle reti in nazionale ― Lettonia | Cronologia completa delle presenze e delle reti in nazionale ― Lettonia | Cronologia completa delle presenze e delle reti in nazionale ― Lettonia | Cronologia completa delle presenze e delle reti in nazionale ― Lettonia | Cronologia completa delle presenze e delle reti in nazionale ― Lettonia | Cronologia completa delle presenze e delle reti in nazionale ― Lettonia | Cronologia completa delle presenze e delle reti in nazionale ― Lettonia | Cronologia completa delle presenze e delle reti in nazionale ― Lettonia |
| Data                                                                    | Città                                                                   | In casa                                                                 | Risultato                                                               | Ospiti                                                                  | Competizione                                                            | Reti                                                                    | Note                                                                    |
| ----------------------------------------------------------------------- | ----------------------------------------------------------------------- | ----------------------------------------------------------------------- | ----------------------------------------------------------------------- | ----------------------------------------------------------------------- | ----------------------------------------------------------------------- | ----------------------------------------------------------------------- | ----------------------------------------------------------------------- |
| 6-2-2013                                                                | Doha                                                                    | Qatar                                                                   | 3 – 1                                                                   | Lettonia                                                                | Amichevole                                                              | -                                                                       | 74’                                                                     |
| 28-5-2013                                                               | Riga                                                                    | Lettonia                                                                | 3 – 3                                                                   | Turchia                                                                 | Amichevole                                                              | 2                                                                       | 46’ 71’                                                                 |
| 7-6-2013                                                                | Riga                                                                    | Lettonia                                                                | 0 – 5                                                                   | Bosnia ed Erzegovina                                                    | Qual. Mondiali 2014                                                     | -                                                                       | 64’ 90’                                                                 |
| 14-8-2013                                                               | Tallinn                                                                 | Estonia                                                                 | 1 – 1                                                                   | Lettonia                                                                | Amichevole                                                              | -                                                                       | 46’                                                                     |
| 6-9-2013                                                                | Riga                                                                    | Lettonia                                                                | 2 – 1                                                                   | Lituania                                                                | Qual. Mondiali 2014                                                     | -                                                                       | 61’                                                                     |
| 11-10-2013                                                              | Vilnius                                                                 | Lituania                                                                | 2 – 0                                                                   | Lettonia                                                                | Qual. Mondiali 2014                                                     | -                                                                       |                                                                         |
| 15-10-2013                                                              | Riga                                                                    | Lettonia                                                                | 2 – 2                                                                   | Slovacchia                                                              | Qual. Mondiali 2014                                                     | 1                                                                       | 45+3’                                                                   |
| 15-11-2013                                                              | Dublino                                                                 | Irlanda                                                                 | 3 – 0                                                                   | Lettonia                                                                | Amichevole                                                              | -                                                                       | 62’                                                                     |
| 5-3-2014                                                                | Skopje                                                                  | Macedonia del Nord                                                      | 2 – 1                                                                   | Lettonia                                                                | Amichevole                                                              | -                                                                       | 64’                                                                     |
| 31-5-2014                                                               | Liepāja                                                                 | Lettonia                                                                | 1 – 0                                                                   | Lituania                                                                | Coppa del Baltico 2014                                                  | -                                                                       | 41’ 90+4’                                                               |
| 3-9-2014                                                                | Rīga                                                                    | Lettonia                                                                | 2 – 0                                                                   | Armenia                                                                 | Amichevole                                                              | 2                                                                       | 85’                                                                     |
| 9-9-2014                                                                | Astana                                                                  | Kazakistan                                                              | 0 – 0                                                                   | Lettonia                                                                | Qual. Euro 2016                                                         | -                                                                       | 23’                                                                     |
| 10-10-2014                                                              | Rīga                                                                    | Lettonia                                                                | 0 – 3                                                                   | Islanda                                                                 | Qual. Euro 2016                                                         | -                                                                       | 81’                                                                     |
| 13-10-2014                                                              | Rīga                                                                    | Lettonia                                                                | 1 – 1                                                                   | Turchia                                                                 | Qual. Euro 2016                                                         | 1                                                                       | 45’                                                                     |
| 16-11-2014                                                              | Amsterdam                                                               | Paesi Bassi                                                             | 6 – 0                                                                   | Lettonia                                                                | Qual. Euro 2016                                                         | -                                                                       |                                                                         |
| 28-3-2015                                                               | Praga                                                                   | Rep. Ceca                                                               | 1 – 1                                                                   | Lettonia                                                                | Qual. Euro 2016                                                         | -                                                                       |                                                                         |
| 31-3-2015                                                               | Leopoli                                                                 | Ucraina                                                                 | 1 – 1                                                                   | Lettonia                                                                | Amichevole                                                              | -                                                                       | 68’                                                                     |
| 12-6-2015                                                               | Rīga                                                                    | Lettonia                                                                | 0 – 2                                                                   | Paesi Bassi                                                             | Qual. Euro 2016                                                         | -                                                                       | 62’                                                                     |
| 3-9-2015                                                                | Konya                                                                   | Turchia                                                                 | 1 – 1                                                                   | Lettonia                                                                | Qual. Euro 2016                                                         | 1                                                                       | 85’ 90+1’                                                               |
| 10-10-2015                                                              | Reykjavík                                                               | Islanda                                                                 | 2 – 2                                                                   | Lettonia                                                                | Qual. Euro 2016                                                         | 1                                                                       |                                                                         |
| 13-10-2015                                                              | Rīga                                                                    | Lettonia                                                                | 0 – 1                                                                   | Kazakistan                                                              | Qual. Euro 2016                                                         | -                                                                       |                                                                         |
| 13-11-2015                                                              | Belfast                                                                 | Irlanda del Nord                                                        | 1 – 0                                                                   | Lettonia                                                                | Amichevole                                                              | -                                                                       | 71’                                                                     |
| 25-3-2016                                                               | Trnava                                                                  | Slovacchia                                                              | 0 – 0                                                                   | Lettonia                                                                | Amichevole                                                              | -                                                                       | 66’                                                                     |
| 29-3-2016                                                               | Gibilterra                                                              | Gibilterra                                                              | 0 – 5                                                                   | Lettonia                                                                | Amichevole                                                              | 1                                                                       | 81’                                                                     |
| 1-6-2016                                                                | Liepāja                                                                 | Lettonia                                                                | 2 – 1                                                                   | Lituania                                                                | Coppa del Baltico 2016                                                  | -                                                                       | 88’                                                                     |
| 4-6-2016                                                                | Tallinn                                                                 | Estonia                                                                 | 0 – 0                                                                   | Lettonia                                                                | Coppa del Baltico 2016                                                  | -                                                                       | 69’                                                                     |
| 2-9-2016                                                                | Rīga                                                                    | Lettonia                                                                | 3 – 1                                                                   | Lussemburgo                                                             | Amichevole                                                              | -                                                                       | 54’                                                                     |
| 6-9-2016                                                                | Andorra la Vella                                                        | Andorra                                                                 | 0 – 1                                                                   | Lettonia                                                                | Qual. Mondiali 2018                                                     | 1                                                                       | 24’                                                                     |
| 7-10-2016                                                               | Rīga                                                                    | Lettonia                                                                | 0 – 2                                                                   | Fær Øer                                                                 | Qual. Mondiali 2018                                                     | -                                                                       |                                                                         |
| 10-10-2016                                                              | Rīga                                                                    | Lettonia                                                                | 0 – 2                                                                   | Ungheria                                                                | Qual. Mondiali 2018                                                     | -                                                                       | 72’                                                                     |
| 25-3-2017                                                               | Ginevra                                                                 | Svizzera                                                                | 1 – 0                                                                   | Lettonia                                                                | Qual. Mondiali 2018                                                     | -                                                                       |                                                                         |
| 28-3-2017                                                               | Tbilisi                                                                 | Georgia                                                                 | 5 – 0                                                                   | Lettonia                                                                | Amichevole                                                              | -                                                                       | 46’                                                                     |
| 9-6-2017                                                                | Riga                                                                    | Lettonia                                                                | 0 – 3                                                                   | Portogallo                                                              | Qual. Mondiali 2018                                                     | -                                                                       |                                                                         |
| 12-6-2017                                                               | Riga                                                                    | Lettonia                                                                | 1 – 2                                                                   | Estonia                                                                 | Amichevole                                                              | -                                                                       | 65’                                                                     |
| 31-8-2017                                                               | Ginevra                                                                 | Ungheria                                                                | 3 – 1                                                                   | Lettonia                                                                | Qual. Mondiali 2018                                                     | -                                                                       | 86’                                                                     |
| 3-9-2017                                                                | Riga                                                                    | Lettonia                                                                | 0 – 3                                                                   | Svizzera                                                                | Qual. Mondiali 2018                                                     | -                                                                       |                                                                         |
| 7-10-2017                                                               | Tórshavn                                                                | Fær Øer                                                                 | 0 – 0                                                                   | Lettonia                                                                | Qual. Mondiali 2018                                                     | -                                                                       | 79’ 83’                                                                 |
| 10-10-2017                                                              | Riga                                                                    | Lettonia                                                                | 4 – 0                                                                   | Andorra                                                                 | Qual. Mondiali 2018                                                     | 2                                                                       |                                                                         |
| 13-11-2017                                                              | Kosovska Mitrovica                                                      | Kosovo                                                                  | 4 – 3                                                                   | Lettonia                                                                | Amichevole                                                              | 1                                                                       | 66’                                                                     |
| 22-3-2018                                                               | Marbella                                                                | Fær Øer                                                                 | 1 – 1                                                                   | Lettonia                                                                | Amichevole                                                              | -                                                                       | 66’                                                                     |
| 25-3-2018                                                               | Gibilterra                                                              | Gibilterra                                                              | 1 – 0                                                                   | Lettonia                                                                | Amichevole                                                              | -                                                                       | 46’                                                                     |
| 2-6-2018                                                                | Rīga                                                                    | Lettonia                                                                | 1 – 0                                                                   | Estonia                                                                 | Coppa del Baltico 2018                                                  | -                                                                       | 18’                                                                     |
| 5-6-2018                                                                | Vilnius                                                                 | Lituania                                                                | 1 – 1                                                                   | Lettonia                                                                | Coppa del Baltico 2018                                                  | -                                                                       | 82’ 87’                                                                 |
| 9-6-2018                                                                | Liepāja                                                                 | Lettonia                                                                | 1 – 3                                                                   | Azerbaigian                                                             | Amichevole                                                              | -                                                                       | 69’                                                                     |
| 6-9-2018                                                                | Riga                                                                    | Lettonia                                                                | 0 – 0                                                                   | Andorra                                                                 | UEFA Nations League 2018-2019 - 1º turno                                | -                                                                       | 84’                                                                     |
| 9-9-2018                                                                | Tbilisi                                                                 | Georgia                                                                 | 1 – 0                                                                   | Lettonia                                                                | UEFA Nations League 2018-2019 - 1º turno                                | -                                                                       | 72’                                                                     |
| 13-10-2018                                                              | Riga                                                                    | Lettonia                                                                | 1 – 1                                                                   | Kazakistan                                                              | UEFA Nations League 2018-2019 - 1º turno                                | -                                                                       | 89’                                                                     |
| 16-10-2018                                                              | Riga                                                                    | Lettonia                                                                | 0 – 3                                                                   | Georgia                                                                 | UEFA Nations League 2018-2019 - 1º turno                                | -                                                                       | 70’                                                                     |
| 15-11-2018                                                              | Astana                                                                  | Kazakistan                                                              | 1 – 1                                                                   | Lettonia                                                                | UEFA Nations League 2018-2019 - 1º turno                                | -                                                                       | 72’                                                                     |
| 19-11-2018                                                              | Andorra La Vella                                                        | Andorra                                                                 | 0 – 0                                                                   | Lettonia                                                                | UEFA Nations League 2018-2019 - 1º turno                                | -                                                                       | 38’                                                                     |
| 21-3-2019                                                               | Skopje                                                                  | Macedonia del Nord                                                      | 3 – 1                                                                   | Lettonia                                                                | Qual. Euro 2020                                                         | -                                                                       | 79’                                                                     |
| 9-9-2019                                                                | Rīga                                                                    | Lettonia                                                                | 0 – 2                                                                   | Macedonia del Nord                                                      | Qual. Euro 2020                                                         | -                                                                       | 84’                                                                     |
| Totale                                                                  |                                                                         | Presenze                                                                | 52                                                                      |                                                                         | Reti                                                                    | 13                                                                      |                                                                         |

## Palmarès

### Club

#### Competizioni nazionali
- Coppe di Lettonia: 1

Skonto: 2011-2012

#### Competizioni internazionali
- Baltic League: 1

Skonto: 2010-2011

### Nazionale
- Coppa del Baltico: 2

2014, 2016

### Individuale
- Capocannoniere del campionato polacco di seconda divisione: 1

2018-2019 (12 reti)